# Kustsvala
Kustsvala (Hirundo javanica) är en fågel i familjen svalor inom ordningen tättingar. Den har en vid utbredning från södra Indien till Tonga.

## Utseende
Kustsvalan är en 13 cm lång svala med stålblå ovansida, sotgrå undersida och rost- eller kastanjebrunt på haka, strupe och panna. Hos tahitisvalan i Sällskapsöarna är det rödbruna mindre utbrett, undersidan nästan svart och stjärten påtagligt längre, men både näbb och vingar mycket kortare.
Den är lik både ladusvalan och australiska välkomstsvalan, men undersidan är mörkare, de förlängda yttre stjärtpennorna mycket kortare och den saknar det svarta bandet mellan strupe och bröst. Mycket närbesläktade ghatssvalan är mindre med längre stjärt och istället grönglansig ovan.

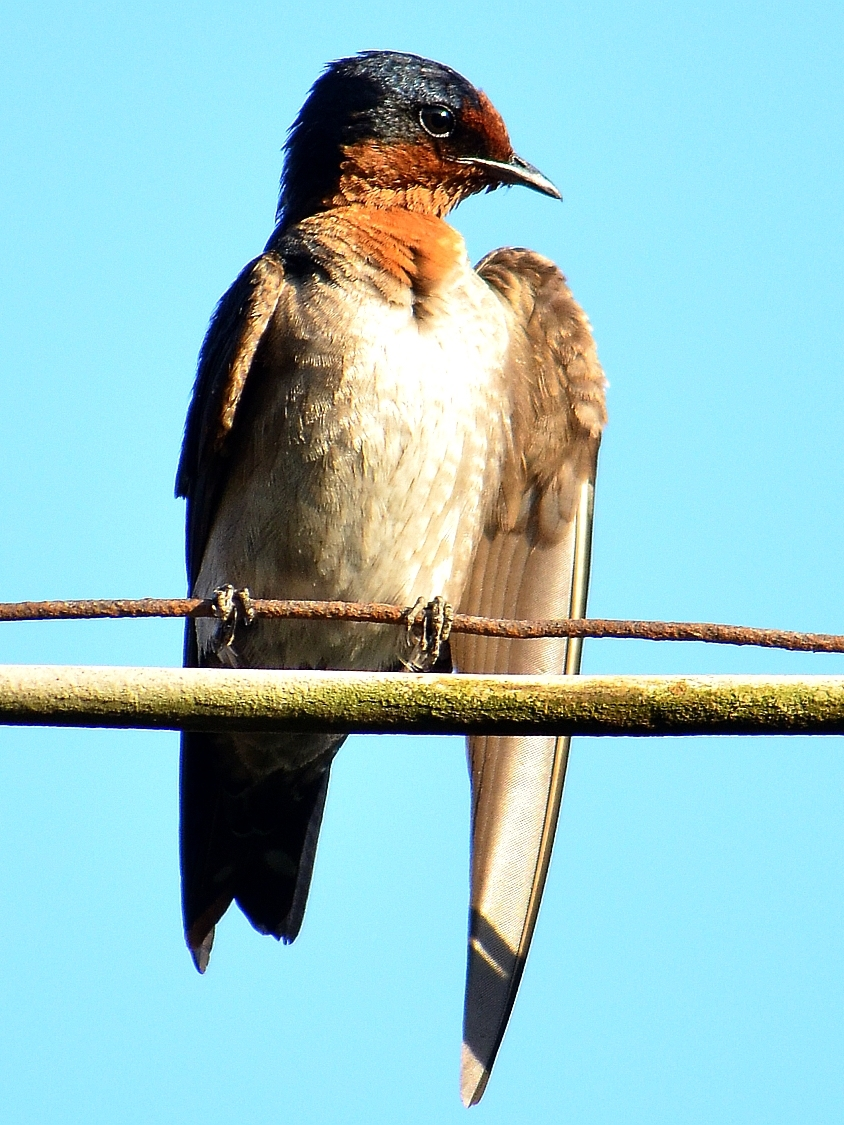

### Läten
Lätet beskrivs som ett är tunt och stressat "tswee" eller ett drillande "prr-up" som ofta upprepas till ett kvitter.

## Utbredning och systematik
Fågeln delas in i sju underarter med följande utbredning:
- Hirundo javanica domicola – södra Indien och Sri Lanka; andra auktoriteter betraktar denna som den egna arten tamilsvala
- Hirundo javanica javanica – Andamanöarna samt från kustnära Myanmar till södra Vietnam, österut till Filippinerna och söderut till Moluckerna, Stora Sundaöarna och Små Sundaöarna
- Hirundo javanica namiyei – Ryukyuöarna och Taiwan
- Hirundo javanica frontalis – norra och västra Nya Guinea, inklusive Raja Ampatöarna, Aruöarna, öar i Geelvink Bay samt på öar utanför Nya Guineas norra kust
- Hirundo javanica albescens – södra och östra Nya Guinea med intilliggande öar
- Hirundo javanica ambiens – Niu Briten i Bismarckarkipelagen med närliggande öar
- Hirundo javanica subfusca – Amiralitetsöarna och New Ireland till Salomonöarna (inklusive Temotu men ej Rennell), Uvea i Lojalitetsöarna och Vanuatu till Fiji och Tonga

Tidigare inkluderades arten i tahitisvala (Hirundo tahitica), då under namnet kustsvala. Sedan 2016 urskiljs de dock som skilda arter av Birdlife International och IUCN, sedan 2024 även av IOC. I samband med uppdelningen flyttades det svenska trivialnamnet från tahitica till javanica. Birdlife International och IUCN inkluderar närbesläktade ghatssvalan (H. domicola) i den urskilda javanica.

## Levnadssätt
Kustsvalan återfinns som namnet avslöjar oftast i kusttrakter, men rör sig allt mer inåt landet, framför allt till skogklädda låga bergstrakter. Den hittas i både öppna och beskogade områden, framför allt nära vatten, och ofta nära bebyggelse. Som andra svalor lever den av flygande insekter, i Malaysia 60% steklar (flygmyror och midjesteklar), men även flugor, termiter och skalbaggar. Fågeln häckar i kolonier utmed klippstup, i grottor samt på byggnader och broar.

## Status och hot
Arten har ett stort utbredningsområde och en stor population, och tros öka i antal. Utifrån dessa kriterier kategoriserar internationella naturvårdsunionen IUCN arten som livskraftig (LC).